# 何乐益
何乐益 （Lewis Hodous；1872年12月31日—1949年8月9日）是一位美国公理会差会在华传教士、教育家、汉学家和佛学家。

## 生平
何乐益于1872年12月31日出生在波西米亚Vesec，1882年随父母移民到美国。他在1893年毕业于克利夫兰中学，1897年毕业于凯斯西储大学Adelbert 学院，1900年毕业于哈特福德神学院，又在德国哈雷大学学习一年
1901年9月18日，何乐益在克利夫兰伯利恒教堂按立为公理会牧师，后来同新婚妻子安娜耶利内克Anna Jelinek一同派往中国传教。他们于11月16日从旧金山出发，在12月18日抵达 福州。从1901年至1917年，何乐益作为美国公理会差会的传教士在福州传教，在此期间，他还对佛教和中国民间宗教进行了认真的研究。从1901年到1904年，他在保福山差会的神学院任教，从1902年到1912年担任福州神学院院长。 1911年辛亥革命期间，他效力于中国红十字会。从1914年到1917年，他担任福州协和神学院院长。
1917年，何乐益离开中国，并于10月31日回到家中。从1917年到1945年，何乐益担任哈特福德神学院基金会肯尼迪学院中华文化教授，从1928到1941年担任神学院宗教史和宗教哲学教授。第二次世界大战期间，何乐益并担任 美国政府的翻译。在任职。
1949年8月9日，已退休的何乐益在美国麻省黑门山去世。

## 著作
- 愛德華·桑代克的《基于心理学的教学原理》（1918年） 中文译本
- 中国的佛教和佛教徒（页面存档备份，存于）（1924）
- Folkways in China（1929）
- Careers for Students of Chinese Language and Civilization（1933年）
- 丁福保《佛学大辞典》英译本（1937年，与苏慧廉合作翻译）